# Hracholusky, Prachatice
Hracholusky là một làng thuộc huyện Prachatice, vùng Jihočeský, Cộng hòa Séc.